# 累積量表
累積量表（Guttman Scale），是問卷調查的一種問題，由單向且具有同一項度但強弱不一的項目組成。累積量表基本假設與特徵-若量表各項目強弱不同，則當某受測者比另一受測者具有更讚同時，則應該有更多條項目的讚同度，且是累積的。